# Turma da Tina
Tina  é uma série de histórias em quadrinhos criada por Mauricio de Sousa juntamente com a Turma da Mônica. A princípio, foi criada como uma tirinha de jornal infantil em 1970, focada em Toneco e sua família no interior baiano. Inicialmente, Tina era a personagem secundária e tinha um visual hippie, e com o tempo, passou a ser a personagem titular juntamente de Rolo, que foi introduzido depois. Ao longo do tempo, seu traço foi sendo modificado, e o desenho de suas roupas, foi sendo atualizado.
No final dos anos 1970, Tina perdeu o aspecto hippie, e se tornou uma adolescente vaidosa e moderna. Suas histórias passaram a brilhar ainda mais nos anos 1980, juntamente de seus amigos: Rolo, Pipa e Zecão. Nos anos 90, foi revelado que Tina se tornou uma estudante de jornalismo na faculdade.

## Personagens

### Principais
- Tina: (1970)- Uma jovem moça de aproximadamente 20 anos, cujo verdadeiro nome é Cristina. Ao ser criada, ela era uma garota de 10 anos e era coadjuvante de Toneco. Passou a ganhar mais destaque quando aderiu à cultura "hippie" e foi crescendo e ficando mais rebelde. Além disso, Tina formou amizade com Rolo e Pipa, vendendo miçangas nas ruas, e pouco relacionando com seu pai e irmão. No decorrer do tempo, foi abandonada a cultura hippie, e em 1977, Tina aderiu ao fandom da Discoteca, com traços mais femininos e passando a ter 18 anos. Em 1982, em alusão social ao David Cardoso, Tina passou a ter como namorado, o Jaime, porém tempos depois, rompeu o namoro e permaneceu solteira em busca de novos namorados. Ela passou a fazer faculdade, junto com Rolo nessa época, posteriormente revelando ser de jornalismo. Nos anos 90, Tina passou a ter um visual mais sensual, atraindo atenção de muitos rapazes, muitas vezes aparecendo sem os óculos.
- Rolo: (1972)- Um jovem paquerador de cabelos e barbas azuis e compridos (e encaracolados). Foi criado, a princípio, para ser um coadjuvante da Tina, assim como ela, que também era da cultura hippie e vendia miçangas nas ruas. No decorrer dos anos, Rolo foi largando a cultura Hippie, e em 1977, se aderiu a Discoteca, ficando mais atrapalhado e comprometendo-se a vários namoros. Com o tempo, ele tornou-se um garanhão e passou a gostar de rock, inclusive montando sua própria banda. Juntamente de Tina, ele passou a fazer faculdade nos anos 80, sendo que ele se tornou estudante de jornalismo nos anos 90, junto à Tina e Pipa. Nos anos 2000, Rolo passou a seguir um estilo motoqueiro, dirigindo sua própria moto.
- Pipa: (1972)- Uma jovem gordinha e chorona, amiga da Tina e "namorada" do Zecão (com quem sempre tem brigas bobas de namorados). A princípio, ela surgiu como coadjuvante da Tina, substituindo o papel de Toneco, que não suportava o movimento hippie de Tina e Rolo e os incentivava a deixarem essa cultura. Ela saiu em 1974 e só voltou em 1977, na "Era Disco", agora mais atrapalhada e fazendo dupla com Rolo. Só começou a namorar Zecão a partir de 1982, com quem fazia um curso pré-vestibular e passou a ser mais ciumenta e nervosa. Com o tempo, Pipa passou a fazer faculdade juntamente de Tina e Rolo. Seu nome verdadeiro é Janaína, porém adotou o nome de sua tartaruga como seu apelido.[2]
- Zecão: (1982)- Amigo de Tina e Rolo e namorado de Pipa, outro personagem das histórias. Originalmente, ele foi introduzido como personagem secundário, sendo apenas o namorado da Pipa, que trabalhava em um escritório e jogava videogame, mas frequentemente, enfrentava o ciúme da namorada, pois não queria saber de casar. Sempre muito largado e distraído, ele vive mancando com o seu relacionamento. Ganhou mais destaque, quando passou a ser coadjuvante do Rolo, e adora futebol e qualquer outro tipo de esporte.

### Secundários
- Toneco (1970)- O irmão caçula da Tina. A princípio, ele era um garoto otimista de 6 anos, sendo um personagem principal nas primeiras tiras, em contradição do pessimismo de seu irmão Toim. Depois que Tina se aderiu ao movimento hippie, ele passou a demonstrar desgosto pela irmã quanto a cultura. Ele saiu das histórias a partir de algum tempo, sendo substituído por Pipa nas mesmas personalidades, e só retornando as histórias durante os anos 90, como um pré-adolescente entre 12 e 13 anos, porém como um coadjuvante sem muita importância. A partir de 2004, Toneco passou a aparecer com mais frequência como um garoto irritado.
- Vovoca (1970) - A Avó de Tina. Originalmente, ela era uma das coadjuvantes das primeiras tiras, com um forte senso de humor. Ela desapareceu juntamente da família em 1973 e retornou nos anos 80, atuando como uma conselheira amorosa para sua neta, ocupando o lugar da mãe que Tina não tinha. Na década de 2000, Vovoca passou a aparecer com cada vez menos frequência, diante da presença da mãe da Tina.
- Seu Durval (1970) - Apresentado originalmente como um homem viúvo, Seu Durval era o pai de Tina, Toneco e Toim nas primeiras tiras. Sendo um homem gordo e calvo de óculos, ele não aceitava a cultura hippie de sua filha e tinha desgosto de vê-la vendendo miçangas nas ruas. Ele, juntamente da família, também sumiu das histórias em 1973, quando passaram a ser focadas apenas em Tina e seus amigos. Seu Durval retornou nos anos 80, juntamente de Vovoca, sem os óculos e bigodudo. Em 2004, ele passou a ser magro, tendo sua esposa presente ao lado dele e se tornou muito ciumento quanto a filha.
- Jaime: (1982)- Apareceu como um namorado fixo da Tina nos anos 80, da mesma forma que o Zecão com a Pipa. Era um rapaz loiro (algumas vezes moreno) e de barba que, além de namorar Tina, também era o melhor amigo do Rolo. Porém, ao longo dos anos, Tina foi vista com vários namorados e paqueras diferentes, dando a entender que o namoro dela e do Jaime iam-e-vinham diversas vezes. A partir de 2005, com o Mauricio de Sousa atento aos desdobramentos do Caso Jean Charles de Menezes (assassinado pela polícia britânica no Metrô de Londres em 22 de julho), ele foi descartado das histórias e mencionado apenas como o "ex-namorado" de Tina, não aparecendo mais.
- Baixinho (1990) - É o melhor amigo do Rolo. Acaba sempre ajudando o amigo a se livrar das confusões. Tem o apelido por causa da baixa estatura. É o amigo de paqueras e festas para o Rolo.
- Dona Dulce (também conhecido como "Mãe da Tina") - A mãe da Tina e do Toneco, tem cabelos castanhos e curtos, e usa óculos (daí de onde Tina puxou a aparência). Ela começou a aparecer na versão de 2004, pois antes, Tina não tinha mãe apresentada, aparentando fazer seu pai um homem viúvo. Ela sempre apoia as ideias e namoros da filha.
- Pais do Rolo - Eles foram introduzidos a partir dos anos 90, com intenção de mostrar a relação familiar dele na época. A mãe do Rolo é gorda e tinha cabelos escuros. O pai era gordo, careca, com cabelos marrons e bigode, mas depois ficou magro, com cabelos azuis e passou a usar óculos.

### Outros Personagens
- Toim: (1970) - O outro irmão de Tina e Toneco, que apareceu somente nas primeiras histórias. Era um garoto pessimista e chorão, sempre pensava no pior e era cabisbaixo ao contrário de Toneco. Ele desapareceu em 1973, quando as histórias passaram a focar mais em Tina e seus amigos, sendo que, a partir de então, passou-se a tratar Toneco como irmão único de Tina, excluindo totalmente Toim da existência.
- Palestrino: (1970) - O papagaio de estimação de Toneco. Era um papagaio rude que tinha como hábito: falar palavrões. Apareceu somente nas primeiras histórias até 1973, desde então, só retornando a ser lembrado nos quadrinhos recentes como um dos vários personagens esquecidos do Mauricio.
- Gargarejo: (1970) - O cachorro de estimação da Tina. Era barulhento e vivia uivando para a lua. Apareceu somente nas tirinhas e desapareceu com o tempo.
- Porcãozinho: (1970)- Outro cachorro da Tina que só apareceu de forma breve nas tiras de jornal da década de 70. Possuía esse nome por conta de sua sujeira.
- Flávio - Primo do Rolo. Usa óculos é um pouco gordinho. Ele é introvertido, acanhado e inseguro, ou seja, o oposto do Rolo.
- Caio: (2009) - Personagem aparentemente gay (bissexual), que é retratado como sendo o melhor amigo da Tina.[3]
- Beto: Amigo CDF(estudioso) do Rolo. É calmo e introvertido, e sempre ajuda o Rolo quando este está enfrentando algum problema. Raramente aparece.
- João Paulão: Negro e forte, é um amigo do Rolo que, apesar do bom físico, não faz muito sucesso com as mulheres e costuma se irritar com o sucesso de Rolo, o que o causa inveja e ciúmes. Já tentou espancar Rolo, quando pensou que este estava galanteando sua então namorada(esta por sua vez já tivera um lance amoroso com Rolo anteriormente), mas no geral, os dois têm um relacionamento amigável.
- Patricinha/Paty : Amiga patricinha e fútil da Tina e Pipa. É rica, arrogante e muito materialista(tendo uma certa semelhança para com Carminha Frufru, da Turma da Mônica), mas sem maldade. Em um episódio, já foi mostrada como namorada de Rolo, sendo que o dispensou logo em seguida.
- Rúbia: Rival da Tina, é um tanto semelhante à Patricinha(loira, patricinha, sensual, arrogante e fútil), porém é fofoqueira e maldosa, e está sempre tentando pregar alguma peça em Tina e seus amigos. Foi a responsável pelo término oficial do namoro entre Tina e Jaiminho, tornando-se namorada deste(uma vez em que seu namoro com Jaime também não é constante). Sua aparência é um tanto semelhante à da Xabéu, da Turma da Mônica.
- Yoko: Amiga japonesa e introvertida da Rúbia. É totalmente o oposto desta, discordando de seus planos maldosos e destrutivos, uma vez em que não tem nenhum sentimento negativo para com Tina e seus amigos. É ligada à natureza e sonha em ser uma grande veterinária.
- Franja: É outro dos amigos de Rúbia, também muito introvertido. Seu apelido se dá graças à franja estilo Emo que tampa seu olho direito, além de quase sempre estar usando boné. Pouco se sabe sobre sua personalidade.
- Vanda e Valéria: Gêmeas idênticas,  baseadas em filhas gêmeas de Maurício, Vanda e Valéria Signorelli e Sousa.
- Rubão e Mariazinha (1984) — Um casal de namorados com raras aparições nos anos 80. Rubão era o namorado ciumento, machista e controlador, enquanto que Mariazinha era submissa a ele, embora também o contradiga às vezes e se imponha ao jeito machista dele. As histórias deles giravam em torno do ciúme doentio de Rubão com Mariazinha, e suas brigas sempre acabando com Rubão se saindo bem no final. Suas histórias deixaram de ser publicadas com o tempo, devido aos movimentos feministas na época.

## Histórico
Os quadrinhos foram publicados inicialmente em tiras diárias no suplemento infantil do jornal Folha de S.Paulo, em 1970. Originalmente, Toneco e Toim eram protagonistas e Tina era coadjuvante com óculos grossos de garrafa. Além disso, os personagens eram mais novos, já que a Vovoca e o pai eram mais importantes e tinham dois animais, Palestrino (um papagaio) e Gargarejo (um cachorro), que era barulhento e vivia uivando para a lua, mas que nunca apareceu nos gibis. No mesmo ano, Tina aderiu-se ao movimento hippie, vendendo miçangas na rua e foi se deslocando da sua família.
Em 1972, houve mudanças. Tina cresceu um pouco aparentando ser uma garota de apenas 12 anos e ganhando dois novos amigos: Rolo e Pipa. Em 1974, Pipa saiu, pois ela viajou para ficar por dois anos no Bairro do Limoeiro, onde a Turma da Mônica mora. Mesmo assim, a personagem foi focando apenas na dupla Tina e Rolo. As histórias foram ficando mais infantis e eles ficaram maiores passando a ter 14 anos, com pernas mais curtas. Em 1975, histórias sobre a cultura hippie já não eram mais publicadas. No mesmo ano, Rolo e Tina cresceram mais um pouco ficando com pernas mais longas e aparentando ter uns 16 anos. Em 1977, ocorreram mudanças bem drásticas. Tina passou a ter traços mais femininos e realistas, e juntamente de Rolo e Pipa (que retornou), aderiram-se a era da Discoteca. As histórias passaram a envolver namoros, empregos e algumas coisas relacionadas ao fandom da época.
No entanto, a partir dos anos 80, os personagens passaram a ter um visual que se tornou fixo por vários anos. Os personagens passaram a ter roupas mais variadas de acordo com a época. Em 1982, Tina e Pipa arranjaram namorados fixos, Jaime e Zecão, porém, apenas Zecão permaneceu juntamente dos personagens principais. Muitas histórias passaram a ser focadas no cotidiano dos anos 80, como videogames, músicas (como Rock), tecnologias. Também marcava o retorno da Vovoca, o pai da Tina e posteriormente Toneco nos anos 90.
A personagem ganhou seu primeiro título em junho de 1985, em um especial de tiras que durou apenas duas edições. Em 1991, ela ganhou uma edição só sua na publicação "Gibizinho", e teve quatro edições com o seu nome estampado na capa. No mesmo ano, Tina ganhou um álbum de luxo em formato grande (19 x 27,5 cm)  pela editora "L&PM", que republicou suas melhores histórias desde a sua criação. Em 2004, ela ganhou um almanaque de republicações pela Editora Globo, que dura até hoje pela Panini. Várias mudanças no visual ocorreram nesta década, deixando-os mais cartunescos e com corpos desproporcionais várias vezes, e as histórias ficaram mais cômicas.
O estilo de arte mudou drasticamente a partir de 2007, quando editora Panini, passou a publicar três minisséries especiais "Tina e os Caçadores de Enigmas", até que no dia 27 de maio de 2009, ganha seu título próprio. Os traços dos personagens ficaram mais magros, com olhos menores, cílios visíveis e algumas outras mudanças na aparência. Mas as mudanças não agradaram o público e o estilo mudou em 2010.
Para encerrar o ano de 2007 com chave-de-ouro, Maurício de Sousa investiu em uma nova franquia para a personagem Tina: uma minissérie que se desenrolava em 3 edições mensais. O "pai da Turma da Mônica" queria conquistar o público adolescente e adulto com histórias com temas mais complexos, porém divertidos de ler. Então, em setembro daquele ano, Maurício lançou nas bancas nacionais "Tina e Os Caçadores de Enigmas - Mistério Cósmico". Na história, que durou 3 números, Tina, juntamente com seus amigos fiéis, já estava com 21 anos, cursando o último ano da faculdade de jornalismo e resolve investigar um mistério sobre extraterrestres que aconteceu no interior do estado de São Paulo. A minissérie se encerrou em novembro de 2007 e atingiu altos índices de vendas, bem como a novelinha Flora Encantada, que foi exibida dentro do programa Angel Mix, da Rede Globo, e que substituía Caça Talentos. Com o sucesso obtido com Tina e Os Caçadores de Enigmas - Mistério Cósmico em 2007, no ano seguinte, Maurício resolve apostar em uma nova minissérie com o mesmo estilo da anterior, porém, com outros temas. Então, em março de 2008, aparece nas bancas "Tina e Os Caçadores de Enigmas - Criaturas Lendárias". Na trama, Tina e seus amigos passam por diversos lugares do mundo, como a Floresta Amazônica, Himalaia e Austrália, a fim de provar se os famigerados "Yéti" e "Pé Grande" existem de fato. Em maio de 2008, foi às bancas nacionais o último número da minissérie. Aproveitando o embalo das minisséries anteriores, em setembro de 2008, foi às bancas, a terceira e última minissérie com a Turma da Tina: "Tina e Os Caçadores de Enigmas - Aventura no Triângulo das Bermudas". Na trama, Tina e a trupe caem no Triângulo das Bermudas e descobrem por conta própria o mistério que o lugar envolve. Se encerrou em novembro do mesmo ano, e assim como as duas minisséries anteriores, durou 3 edições.
Saindo um pouco do contexto de aventura, em agosto de 2008, chegou às bancas nacionais "Tina Especial". Em uma história completa, 52 páginas, Tina e sua turma participam de um Reality Show para conseguir dinheiro para reformar a sua faculdade.
Em 2014, uma nova versão do gibi da Tina foi lançada com mais uma mudança no visual dos personagens e uma nova história.